# Marcus Rudolph
Marcus Rudolph (* 5. Dezember 1966 in Minden) ist ein deutscher Hörfunkmoderator und Schauspieler.

## Biografie
Schon in seiner Jugend moderierte Marcus Rudolph für das Schülerradio „Torf“ des Gymnasiums Lilienthal. Anschließend moderierte er im Jugendfunk von Radio Bremen und war als Ansager tätig. Eine seiner beliebtesten Sendung war Gefühlsecht - die Nacht der Liebe, die er mehrere Jahre gemeinsam mit Moderator-Kollege Winfried Hammelmann präsentierte. Hiernach wechselte er zum Hessischen Rundfunk und moderierte dort Sendungen bei hr3 wie die Sendung „0138-6000-Show“. Er gewann mehrere Radiopreise: drei Mal den New York Radio-Award als Best Humor Personality und den Expo Radio-Preis als „Bester Moderator“. Er ist zudem beliebter Party-Moderator auf hr3-club disco partys.
Nach acht Jahren kehrte er zu Radio Bremen zurück und ersetzte den Moderator Axel P. Sommerfeld als Der Dicke in der „Bremen Vier Morgenshow: Der Dicke und der Dünne“. Im Wechsel mit dem Radiomoderator Jens-Uwe Krause und zusammen mit den „Servicefeen“ Malin Kompa und Ike Pauli moderierte er jeden Werktag von 6 bis 10 Uhr die Frühsendung und anschließend die Bremen-Vier-Morgenshow-Nachlese, einen erfolgreichen Podcast. Ende 2008 verließ Rudolph Bremen Vier und übernahm nach einer Auszeit von etwa drei Monaten die Moderation im Programm von Bremen Eins. Dort war er von 2020 bis 2023 ebenfalls Moderator der Morningshow. Außerdem hat er bei Bremen Eins eine eigene Radioshow am Samstagvormittag. Zusätzlich moderierte er auch weiterhin an etlichen Samstagen im Jahr zusammen mit Peter Lack die 0138-6000-Show bis zum 31. August 2013 für hr3.
Seit Oktober 2022 hat er jeden zweiten Samstag Vormittag seine Eigene Personality-Show: Die „Marcus Rudolph Show“ auf Bremen Eins.

## Bühne
In seiner Schulzeit entdeckte Marcus Rudolph seine Leidenschaft für die Bühne, als er mit einem Freund Schülerkabarett inszenierte. Er spielte in der Komödie Kassel und gehört seit seiner Rückkehr nach Bremen zum Ensemble des Bremer Theaterschiffs. Seit 2019 arbeitet er auch als Autor für das Theater. Sein erstes Stück, „Wetten, dass...“ hat im November 2019 Premiere auf dem Theaterschiff Bremen.
Seit September 2024 gehört Rudolph zum Ensemble „Weyher Theater“. Die ersten Produktionen, in denen er zu sehen ist, sind „Frei und Grenzenlos“ und „Misery“.

### Engagements
- 2005: Ich will Spaß
- 2006: Der Frauenflüsterer
- 2007: Sixty Sixty
- 2008: Liebe, Chat und Zärtlichkeit
- 2008–2009: Hossa
- 2010: Wer kocht, schießt nicht
- 2011: Ekel Alfred
- 2012: Sei lieb zu meiner Frau
- 2014: Suche impotenten Mann fürs Leben (Komödie Bielefeld)
- 2015: Ekel Alfred 2 (Packhaus Theater Bremen)
- 2016: Sei lieb zu meiner Frau (Komödie Kassel)
- 2016: Hosen Runter (Theater Worpswede)
- 2017: Schwanensee in Stützstrümpfen (Packhaustheater Bremen)
- 2018: Campingfieber (Packhaustheater Bremen)
- 2019: Drei Bett Zimmer (Theaterschiff Bremen)
- 2019: Hitparade (Theaterschiff Bremen)
- 2022: Exrawurst (Packhaustheater Bremen)
- 2023/2024: Tratsch im Treppenhaus (Packhaustheater Bremen)
- 2024: Frei und Grenzenlos (Weyher Theater)
- 2025: Misery (Weyher Theater)

## Veröffentlichungen

### Musik
- 2002: Paarty (Maxi-CD)
- 2006: Der Laterne Song (nur Download)
- 2008: Der Kleine Fische Song (nur Download)
- 2008: Wir sind die Eisbären (nur Download)
- 2008: Die Wanne Ist Voll (nur Download)

### Hörbücher
- 2010: Die Sinatra-Story (Erzähler)
- 2010: Die Hinnerks: Rummspilzbeben, Kinderhörspiel (Gesang Titelsong, Rolle: Rabe Helmut)
- 2011: Bremer Gebäude erzählen, ein Hörspiel von Dirk Böhling. Rolle: Der Schütting